# 汪端
汪端（1793年—1838年），字允莊，號小韞。錢塘（今浙江杭州）人，清朝女性詩人。

## 生平
汪端出生書香世家。八歲喪母，其父未再續弦，育二子二女，汪端最幼，乃父視同掌珠。嘉慶十四年（1809年），長兄汪初卒於四川軍營，未幾父親亦傷逝。汪端由姨母梁德绳撫養，姨父许宗彦是当代诗人。嘉慶十五年（1801年）二月初五，嫁陈文述之子陳裴之為妻，伉俪甚笃。汪端七歲即能作詩，好高啟、吴梅村两家，曾言：“梅村浓而无骨，不若青丘澹而有品。”一生詩作凡千餘首。編有《明三十家詩選》。汪端為了埋首學業，经常失眠，照料丈夫一事託付小妾王紫湘。可惜不到二年，紫湘即亡故。汪端作《紫湘詞》八律哭之。道光六年（1826年），夫婿裴之客死漢皋，年僅三十三歲。汪端早年不讀釋道之書，然而中年守寡，长男孝如早夭，次子葆庸有痼疾，汪端傷痛成病，於是開始接觸道教。道光十八年（1838年）冬，腹泄不止，不久病逝。

## 家族
祖父汪憲早成進士，官刑部员外郎，二十六岁告归。父汪瑜候選大理寺寺丞，不久辭官歸里。母梁应鋗为宰相梁诗正之孫女。